# 양고 (서예가)
양고(陽古, ?~?)는 백제의 서예가이다.

## 생애
588년, 백제 위덕왕이 왜에 대규모로 사신을 파견했을 때 서예가로 파견되었다. 이후 아스카데라(飛鳥寺)의 조영에 참여했다.